# Aquacycling

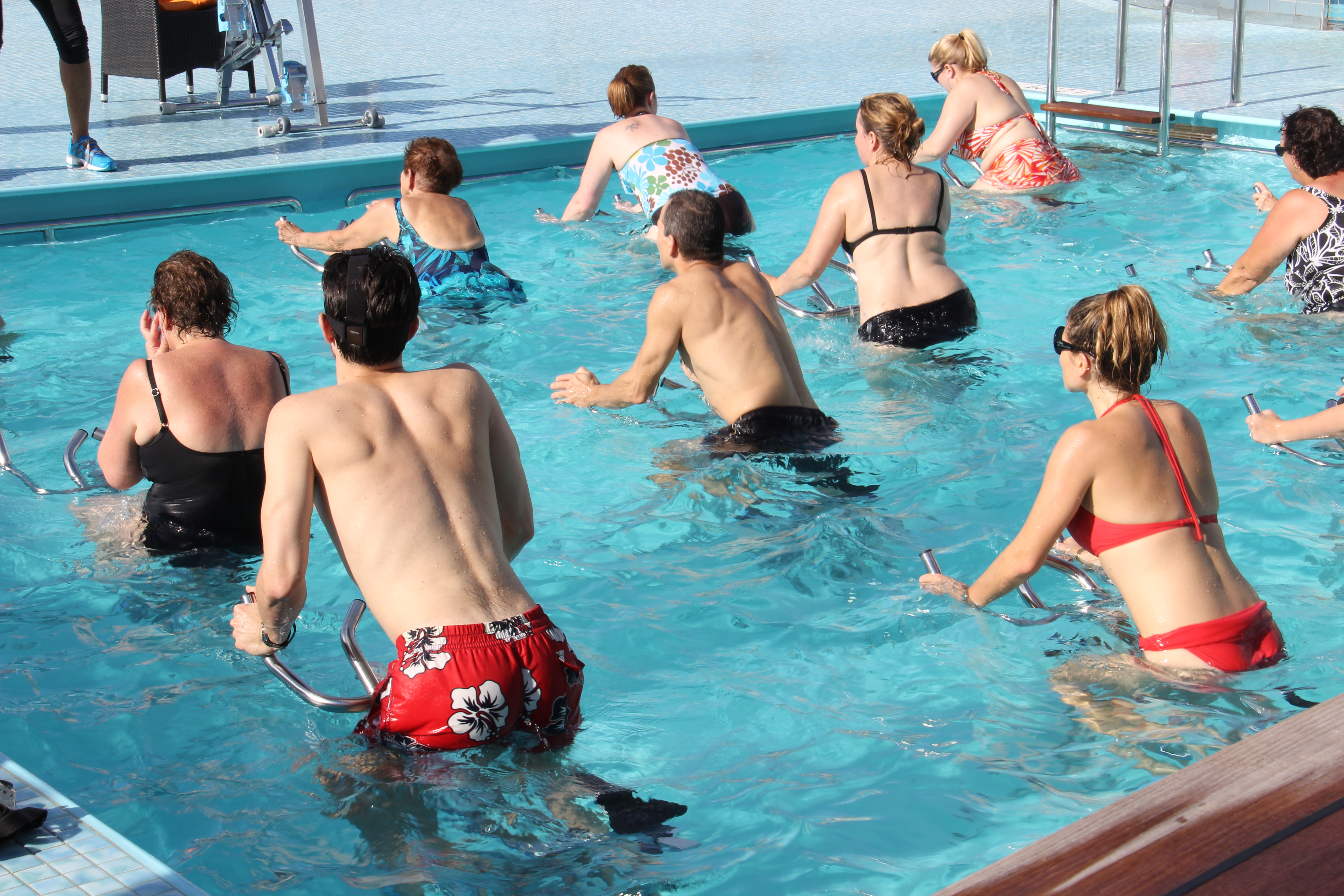
Aquacycling

Aquacycling, Aqua-Cycling oder Aquaspinning ist eine Form von Aquafitness mit einem Wasserfahrrad, einem speziell für den Einsatz im Wasser angepassten Fahrradergometer.
Es wird im Nichtschwimmerbereich von konditionierten Wasserflächen bei zirka 135 cm Wassertiefe und bei etwa 30 °C durchgeführt. Somit ist der Einsatz im Hallen- oder Freibad möglich. In Naturseen, Meeren oder Flüssen kann Aquacycling auf Grund eines zu unsicheren Standes überhaupt nicht oder nur stark eingeschränkt eingesetzt werden.

## Einsatzbereiche
Aquacycling lässt sich in drei große Anwendergruppen einteilen:
- Es findet sich in vielen öffentlichen Bädern als Gruppenfitness im Kursplan wieder.
- Durch die mögliche Unterstützung der gesetzlichen Kostenträger wird es auch im Bereich der Krankheitsprävention eingesetzt.
- Zusätzlich ist Aquacycling immer mehr ein Teil der Aquatherapie in der Rehabilitation. Wenn die Aquabikes den einschlägigen Bestimmungen der Richtlinie 93/42/EWG über Medizinprodukte entsprechen und eine CE-Zertifizierung besitzen, dürfen sie auch im Klinikbereich zu Therapie- und Rehabilitationszwecken eingesetzt werden.

### Anwendungsbereiche in der Therapie
- Orthopädisch – Nach Eingriffen und Operationen, wie z. B. Knie oder Hüfte bietet das Aquacycling optimale Bedingungen, um die Rekonvaleszenz zu verkürzen.
- Kardiologisch – Bei herzinsuffizienten Patienten kann durch die gezielte Belastungssteuerung Training im Wasser bevorzugt zu Training an Land eingesetzt werden.
- Adipositas – Hier können Menschen gezielt trainiert werden, die an Land kein adäquates Training mehr durchführen können. Der Fettstoffwechsel wird erhöht und die subjektive Belastungsempfindung wird reduziert.

## Training
Aquacycling findet je nach Einsatzbereich in der Gruppe unter Anleitung eines ausgebildeten Trainers statt. Da der Körper zwischen Brust und Bauchnabel eingetaucht ist, bleibt der Oberkörper dabei größtenteils außerhalb des Wassers. Zusätzlich zur Beinarbeit, also zum Wechsel der Sitzpositionen (Sitzen, Stehen, Schweben) und der Trittgeschwindigkeit, werden der Rumpf und die oberen Extremitäten trainiert.
Der Wasserwiderstand und die Dichte des Wassers bieten dabei die Möglichkeit, in jede gewünschte Richtung zu arbeiten und somit jeden Muskel des Oberkörpers im Einzelnen und ganze Muskelketten gleichzeitig zu trainieren. Durch Veränderung des Hebels (gestreckter oder gebeugter Arm), der Geschwindigkeit und des Formwiderstandes (Handhaltung) lässt sich auch hier die Intensität regulieren.
Diese kann vom Teilnehmer individuell bestimmt werden,
- durch die jeweilige Einstellung des Bremssystems von leicht bis schwer (wird vor dem Training festgelegt und eingestellt)
- durch die getretene Geschwindigkeit während des Trainings und
- durch die Intensität in der Ausführung der Armübung.

Durch die Dauertretbewegung ist Aquacycling vorwiegend ein Ausdauertraining, was durch Kraftausdauereinheiten ergänzt werden kann. 